# Zenzizenzizenzic
Zenzizenzizenzic est la forme obsolète de la notation mathématique du XVIe siècle anglais représentant la huitième puissance d'un nombre.

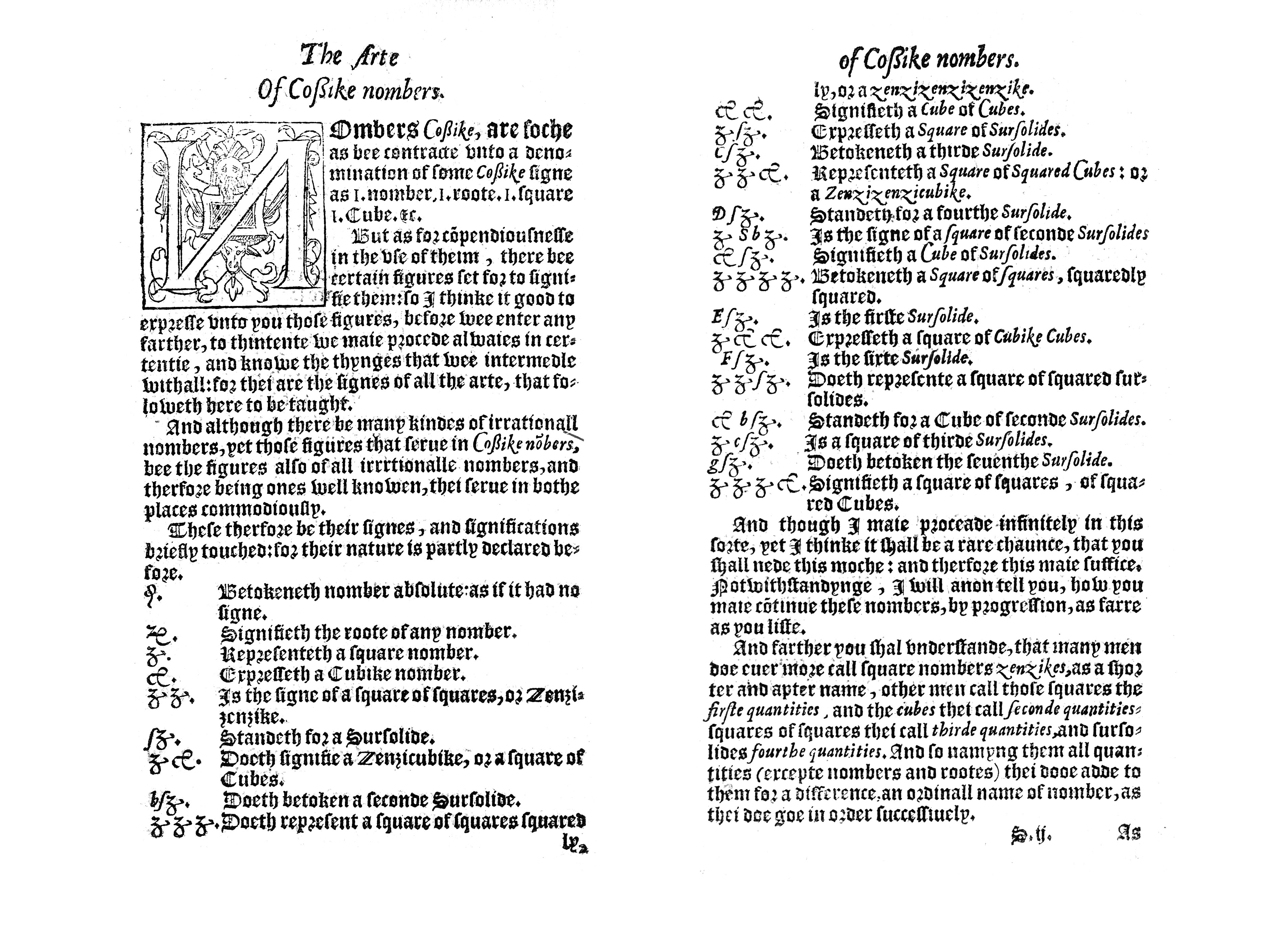
l'art des nombres cossiques dans the Whetstone of Witte

Le zenzizenzizenzic d'un nombre {\displaystyle x} est la puissance {\displaystyle x^{8}}.
Datant d'une époque où les mathématiques étaient rédigées en termes rhétoriques, ce mot a été proposé par Robert Recorde, mathématicien du XVIe siècle gallois, dans The Whetstone of Witte, publié en 1557.
Son orthographe était zenzizenzizenzike. Il provient de l'allemand, zenzic, qui est l'orthographe germanique de l'italien médiéval censo.
Ce mot, qui en algèbre rhétorique sert à désigner le carré, fournit le carré d'un carré d'un nombre par redoublement. Pour Recorde, zenzizenzic est donc naturellement une forme condensée de l'Italien Di Censo censo, utilisée par Léonard de Pise, dans son célèbre livre Liber Abaci de 1202. De même, comme la sixième puissance d'un nombre est égale au carré de son cube, Recorde utilise le mot zenzicubike pour l'exprimer ; et par suite, zenzizenzizenzike désigne chez lui {\displaystyle ((x^{2})^{2})^{2}}.
De la même façon, François Viète en France, vers 1591, initialisant le formalisme contemporain en donnant les premières règles axiomatisées de calcul formel, notera la même puissance quatrième Quadratoquadratus et la puissance huitième Quadquadquad.
Ce mot anglais, désuet, demeure cependant une curiosité linguistique car zenzizenzizenzic est le mot contenant le plus de Z dans le dictionnaire Oxford.

## Sources
- (en) Michael Quinion : The eighth power of a number
- (en) One of the most peculiar numeral words in English (note 12)
- (en) Knight, Charles (1868), The English Cyclopaedia, Bradbury, Evans, p. 1045.
- (en) Reilly, Edwin D. (2003), Milestones in Computer Science and Information Technology, Greenwood Publishing Group, p. 3,  (ISBN 1573565210).